# Акведоти (Пиза)
Акведоти (итал. Acquedotti) је насеље у Италији у округу Пиза, региону Тоскана.
Према процени из 2011. у насељу је живело 10 становника. Насеље се налази на надморској висини од 16 м.